# Agrilini
Agrilini (лат.) — триба златок подсемейства Agrilinae. Включает более 3200 видов в примерно 40 родах, из котрых около 3000 видов приходится на самый крупный род жуков Agrilus Curtis, 1825. Космополитная группа с наибольшим количеством эндемичных родов в Неотропике.

## Описание
Эти жуки отличаются раздвоенным боковым краем в задней части надкрыльев. Их задняя пара ног характеризуется первым сегментом лапки, который намного длиннее, чем у родственной трибы Coraebini, а у богатого видами рода Agrilus обычно длиннее или даже больше, чем вторые-четвертые членики лапки вместе взятые. Личинки характеризуются наличием выемки различной формы на последнем сегменте брюшка, в случае рода Agrilus снабженной парой склеротизированных зубцов. В эволюционной линии Agrilini наблюдается атрофия передней кишки у личинок, что указывает на значительное изменение среды обитания и пищеварения. Триба имеет космополитический ареал, но только роды Agrilus и Sambus представлены на австралийском материке.

## Систематика
- триба: Agrilini Laporte, 1835
  - подтриба: Amorphosternina Cobos, 1974 — Неотропика
    - род: Amorphosternoides Cobos, 1974 — 1 вид
    - род: Amorphosternus Deyrolle, 1864 — 1 вид
    - род: Bergidora Kerremans, 1903 — 2 вида
    - род: Diadora Kerremans, 1900 — 3 вида
    - род: Diadorina Cobos, 1974 — 1 вид
    - род: Helferina Cobos, 1956 — 1 вид

  - подтриба: Amyiina Holynski, 1993 — Неотропика
    - род: Amyia Saunders, 1871 — 2 вида
    - род: Euamyia Kerremans, 1903 — 1 вид
    - род: Pareumerus Deyrolle, 1864 — 1 вид

  - подтриба: Agrilina Laporte, 1835 — Повсеместно
    - род: Agrilochyseus Théry, 1935 — 1 вид
    - род: Agrilodia Obenberger, 1923 — 5 видов
    - род: Agriloides Kerremans, 1903 — 18 видов
    - род: Agrilus Curtis, 1825 — более 2900 видов
    - род: Australodraco Curletti, 2006 — 1 вид
    - род: Autarcontes Waterhouse, 1887 — 12 видов
    - род: Bellamyus Curletti, 1997 — 1 вид
    - род: Callipyndax Waterhouse, 1887 — 2 вида
    - род: Dorochoviella  Jendek, 2006 — 1 вид
    - род: Malawiella  Bellamy, 1990 — 3 вида
    - род: Maublancia  Bellamy, 1998 — 2 вида
    - род: Mychommatus  Murray, 1868 — 3 вида
    - род: Nelsonagrilus  Jendek, 2006 — 3 вида
    - род: Omochyseus  Waterhouse, 1887 — 2 вида
    - род: Parakamosia  Obenberger, 1924 — 7 видов
    - род: Pilotrulleum  Bellamy & Westcott, 1995 — 2 вида
    - род: Sakalianus  Jendek, 2007 — 1 вид
    - род: Sarawakita  Obenberger, 1924 — 1 вид
    - род: Sjoestedtius  Théry, 1931 — 20 видов

  - подтриба: Rhaeboscelidina Cobos, 1976 — Неотропика и Неарктика
    - род: Paragrilus Saunders, 1871 — 63 вида
    - род: Rhaeboscelis Chevrolat, 1838 — 2 вида
    - род: Velutia Kerremans, 1900 — 4 вида

  - incertae sedis
    - род: Deyrollius Obenberger, 1922 — 16 видов
    - род: Eumerophilus Deyrolle, 1864 — 1 вид
    - род: Lepismadora Velten in Velten & Bellamy, 1987 — 1 вид
    - род: Nickerleola Obenberger, 1923 — 7 видов
    - род: Parasambus Descarpentries & Villiers, 1966 — 2 вида
    - род: Pseudagrilodes Obenberger, 1921 — 1 вид
    - род: Pseudagrilus Laporte, 1835 — 27 видов
    - род: Sambus Deyrolle, 1864 — 148 видов
    - род: Wendleria Obenberger, 1924 — 3 вида